# Lordiphosa
Lordiphosa is een vliegengeslacht uit de familie van de Fruitvliegen (Drosophilidae).

## Soorten
- L. acuminata (Collin, 1952)
- L. andalusiaca (Strobl, 1906)
- L. fenestrarum (Fallen, 1823)
- L. hexasticha (Papp, 1971)
- L. miki (Duda, 1924)
- L. nigricolor (Strobl, 1898)
- L. variopicta (Becker, 1908)